# Cloisonné

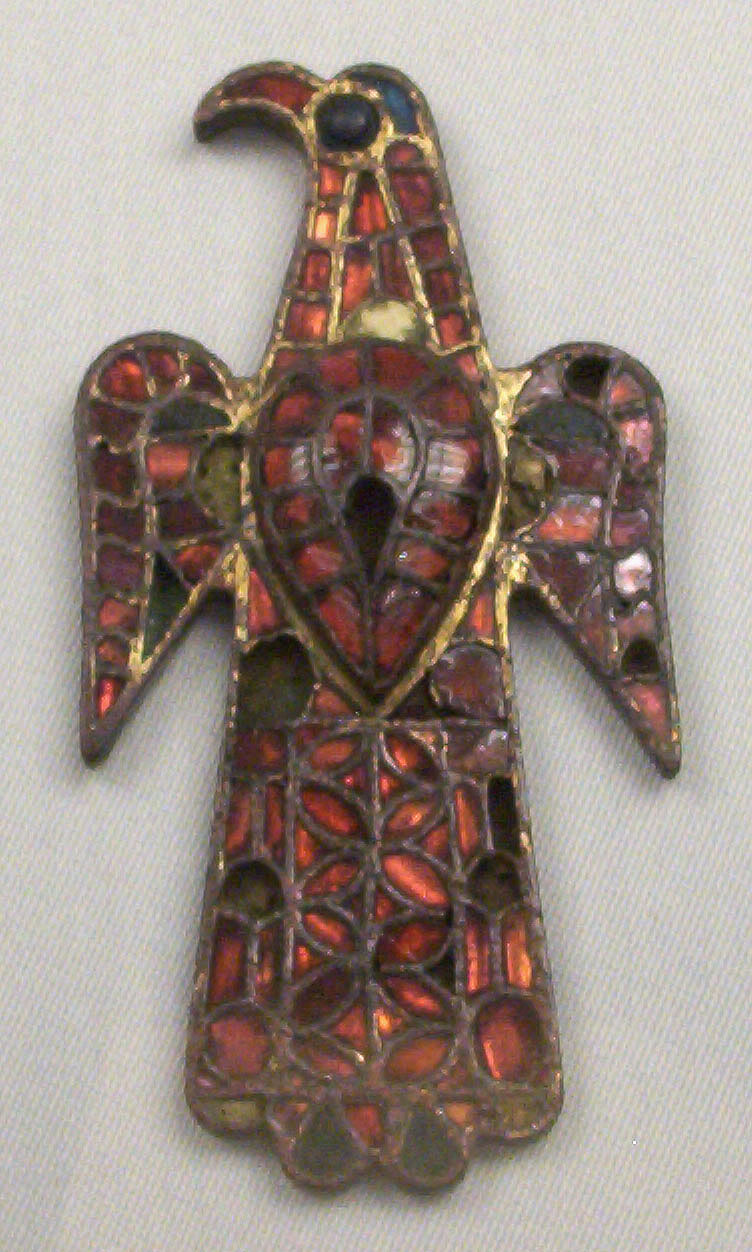
Gotische Adlerfibel, 6. Jahrhundert, Iberische Halbinsel

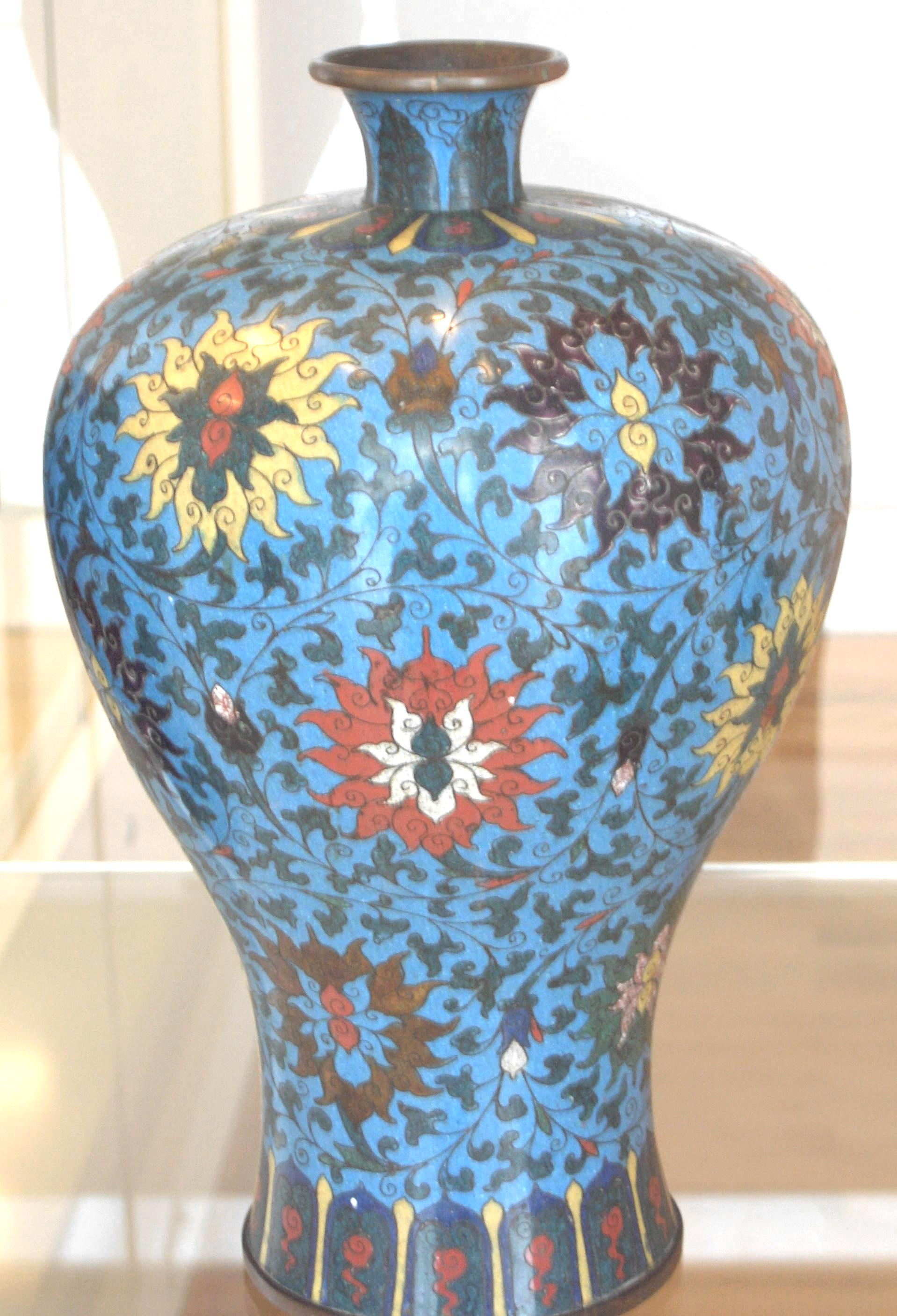
Cloisonné-Vase, China, 17. Jahrhundert

Cloisonné (Kurzform von französisch émail cloisonné; zu cloison „Scheidewand“), auch Zellenschmelz oder Zellenemail genannt, ist eine kunsthandwerkliche Technik bei Emailarbeiten. Zur Fertigung werden auf eine meist aus Kupfer bestehende Trägerplatte (ein Schmuckstück oder eine kleine Plastik) dünne Drähte oder Metallstreifen aufgelötet und zwischen ihnen verschiedenfarbige Glasflüsse eingelassen. Die Metallstege trennen die einzelnen Farbfelder und verhindern ein Ineinanderlaufen der Farben. Der Rohling wird danach bei ca. 750–800 °C gebrannt, sodass auf der Trägerplatte ein Muster aus farbigem Glas entsteht. Durchsichtiger Glasfluss wird transluzid genannt, undurchsichtiger hingegen opak.

## Geschichte

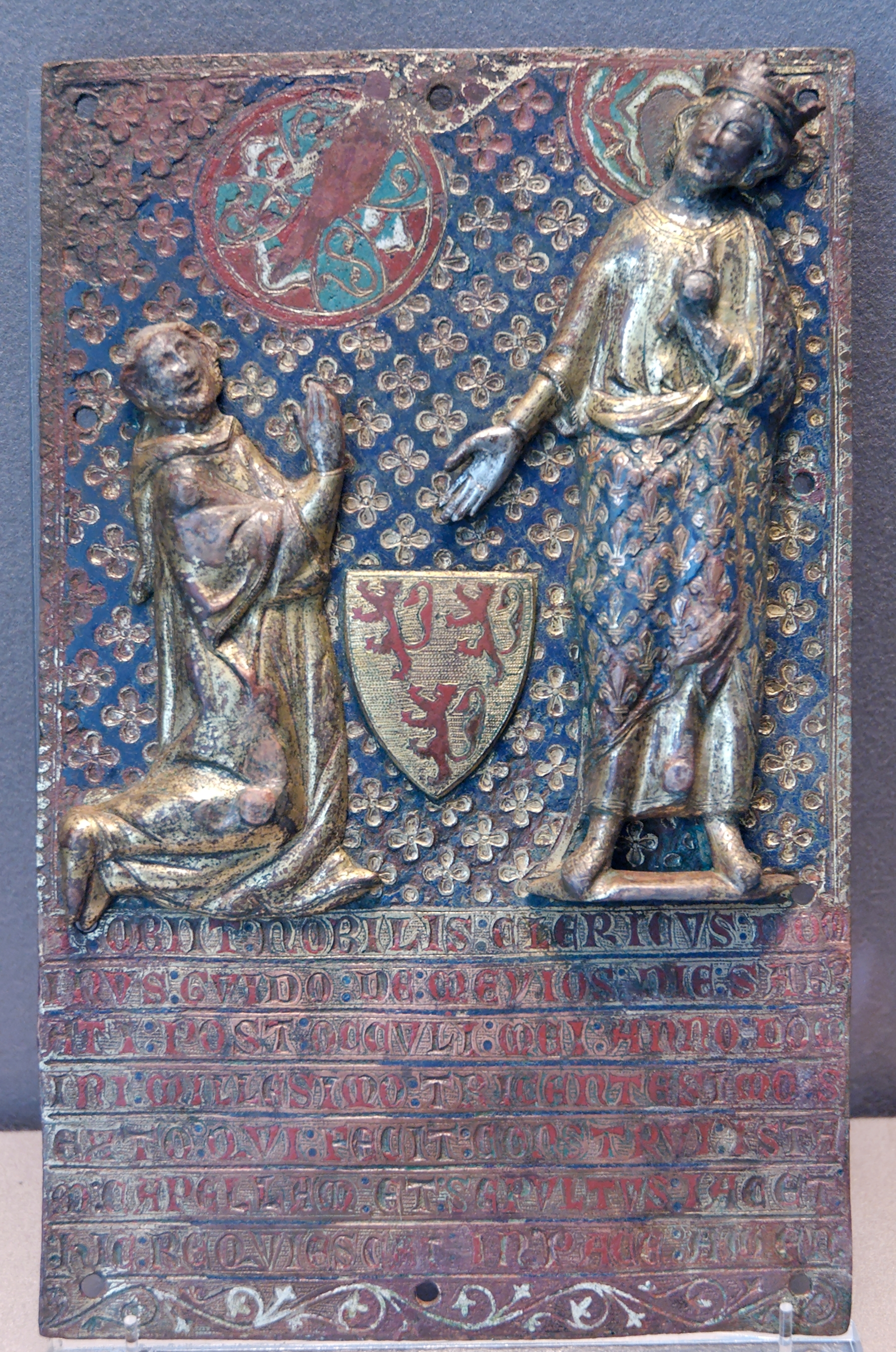
Grabplatte des Guy de Mejos, Limoges, 1307, Louvre

### Entstehung
Die Geschichte der Entdeckung und die frühe Nutzung von Email ist unklar, aber die Technik scheint unabhängig voneinander an verschiedenen Orten angewandt worden zu sein. Jeder Handwerker, der die Fertigkeit hatte, mit Glas und Metall zu arbeiten, hat vermutlich das dekorative Potenzial erkannt, die beiden Materialien kombiniert anzuwenden, also Metalloberflächen so zu färben, so dass sie den Eindruck eines wertvollen Steins erwecken. Vorarbeiten zur späteren Emailtechnik wurden vermutlich in Ägypten gelegt, indem dort die Kunst des Einlegens in Zellen sehr ausgeprägt betrieben wurde. Da die Technik der Zelleneinlage zum Schmelzen des frühen ägyptischen Glases eine sehr hohe Schmelztemperatur benötigt hätte, war sie nicht für die Anwendung mit Metall geeignet. Zwei Anhänger, die bei Enkomi auf Zypern gefunden wurden, sind wohl ägyptischen Ursprungs, füllen aber die Zellen nicht ganz aus und werden daher als Drahtemail bezeichnet. Weitere Fundorte von Email sind auf der Krim und in Etrurien nachgewiesen. Aus der griechischen Kunst der Antike ist kein Schmelzverfahren überliefert, die Etrusker dürften die Technik demnach eher aus Kleinasien übernommen haben.
Das älteste bekannte Email stammt von einem mykenischen Schmuckstück um 1450 v. Chr. Das erste bekannte vollständige Cloisonné, ein Goldzepter, stammt vermutlich aus dem 11. Jahrhundert v. Chr. und wurde bei Ausgrabungen in einem königlichen Grab im zyprischen Kourion entdeckt.

### Byzantinisches und europäisches Mittelalter
Byzantinische Emails stammen vermutlich von Vorläufern der antiken Griechen. Die meist aus Cloisonné-Email bestehenden, auf kostbarem Metall, meistens Gold, gefertigten Objekte wurden mehrheitlich für Gegenstände mit liturgischer oder zeremonieller Bedeutung verwendet oder für Schmuck. Emails aus der Zeit vor dem Ikonoklasmus (726–842) sind sehr selten, da in dieser Zeit viele religiöse Kunstwerke zerstört wurden. Das älteste erhaltene Stück stammt etwa aus dem fünften oder sechsten Jahrhundert.
Beachtung sollte hierbei auf das frühe Mittelalter gerichtet werden, da diese Technik nicht nur Glasfluss, sondern auch aus der Einlage von Edelsteinen wie z. B. Almandinen, oder Granaten in das Zellwerk besteht. Ein gutes Beispiel bieten hierfür reich ausgestattete Gräber der Merowingerzeit, wie beispielsweise das Grab Childerich I.

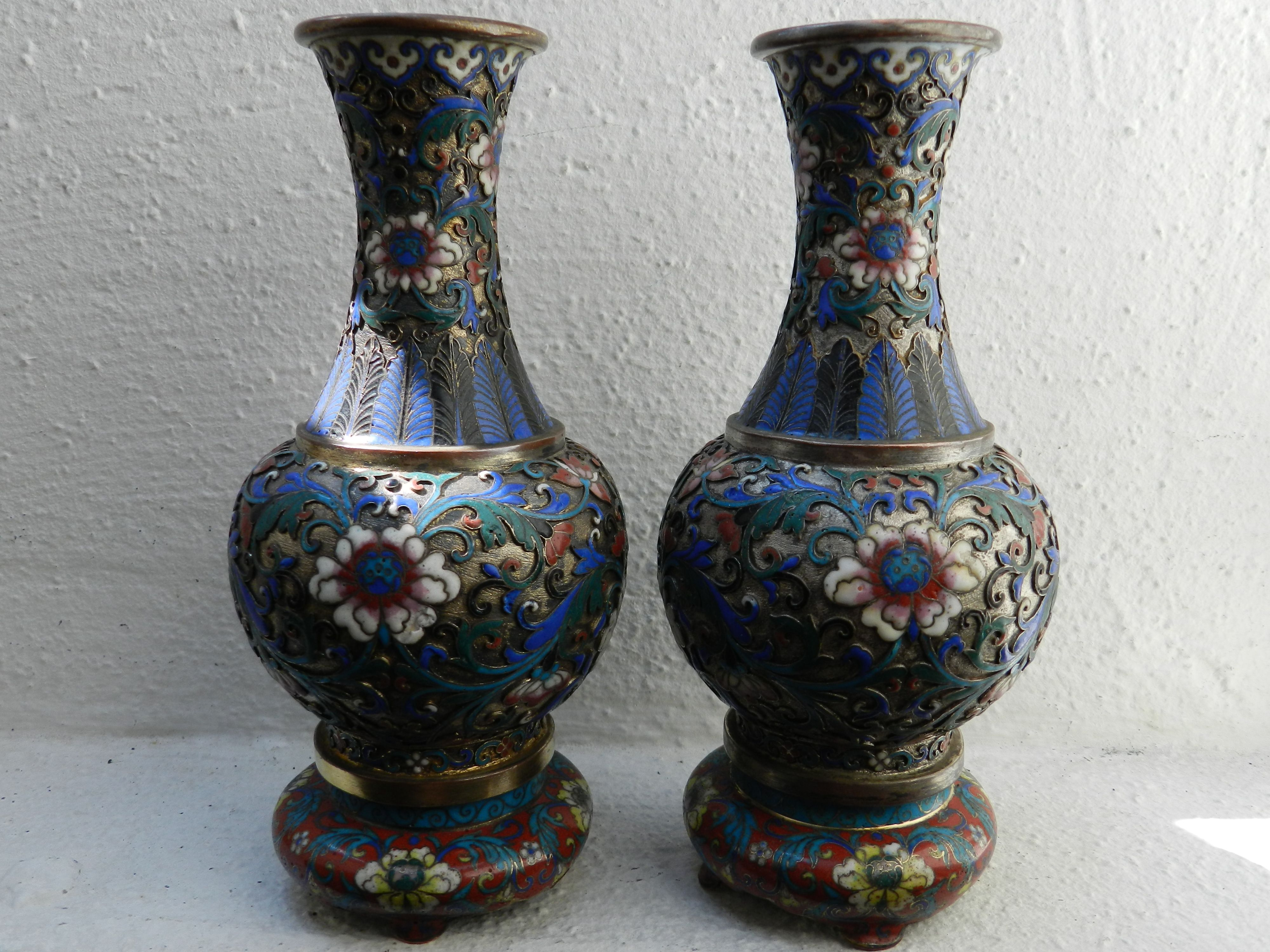
Vasenpaar in „offener“ Cloisonné-Technik, China, ca. 1770–1820

Karl Woermann erwähnt diese Kunsttechnik in seiner Geschichte der Kunst (1905):

In Domschätzen und Sammlungen des Abendlandes hat sich eine erhebliche Anzahl derartiger Kunstwerke erhalten. Berühmt ist die goldene Vorderwand (Pala d’oro) des Hochaltars der Markuskirche zu Venedig. Der Doge Pietro Orseolo I. verwendete Emails aus Konstantinopel. Aber nur die Schmelzbilder ihrer oberen Reihe, zum Beispiel das Medaillonbild des Erzengels Michael und die sechs Bilder aus der Leidens- und Apostelgeschichte, gehören dieser goldenen Zeit der byzantinischen Kunst an; die übrigen sind später hinzugefügt. Berühmt ist ferner die goldene Kreuzlade (Staurothek) im Dom zu Limburg an der Lahn.

### Ostasiatische Kunst
Die Cloisonné-Technik ist ebenfalls in der chinesischen Kunst verwendet worden. Vereinzelte Funde von Bronzen mit Glasflusseinschlüssen aus der Shang-Zeit belegen eine frühe Verwendung dieser Technik in China. Diese Arbeiten waren jedoch Ausnahmeerscheinungen und unterschieden sich grundsätzlich von den Cloisonné-Arbeiten der späteren Zeit. Vermittelt über die islamischen Länder erreichte die europäische Cloisonné-Kunst das „Reich der Mitte“ erst in der frühen Ming-Zeit (1368–1644) und wurde als guǐguóyáo (鬼國窰, wörtlich „Ware aus dem Teufelsland“) bezeichnet. Eine erste Blütezeit erlebte das Cloisonné während der Xuande-Zeit (1425–1435). Der heute in China für Cloisonné gebrauchte Begriff ist jǐngtàilán (景泰藍; wörtlich „Blau der Jingtai[-Ära]“) (1450–1457) und ist auf den in dieser Zeit entwickelten und bis heute gebräuchlichen tiefblauen Glasguss zurückzuführen. Die kurze Regierungszeit des Kaisers Jingtai gilt als der Höhepunkt der Cloisonné-Kunst in China.
In Cloisonné-Technik wurden Schalen, Vasen, Kerzenständer und Weihrauchbrenner hergestellt, ab der zweiten Hälfte des 18. Jahrhunderts vereinzelt auch andere Gebrauchsgegenstände wie z. B. Schnupftabakfläschchen. Kaiserliche Cloisonné-Objekte tragen seit der Xuande-Zeit oft Periodenmarken in Regelschrift, seit der Qianlong-Zeit zum Teil auch in Siegelschrift.
Anders als z. B. Keramik hatte Cloisonné, jap. shippō-yaki (七宝焼(き), wörtlich „Sieben-Schätze-Ware“), im japanischen Kunsthandwerk bis in die zweite Hälfte des 19. Jahrhunderts nur eine untergeordnete Rolle. Aus der Muromachi- und Edo-Zeit sind nur wenige in Japan gefertigte kleinteilige Arbeiten in dieser Technik, wie Griffe für Schiebetüren, Wassertropfer für die Herstellung von Tusche, Tsuba und anderer Schwertschmuck, bekannt. Die Kunst des Cloisonnés wurde erst gegen Ende der Edo-Zeit und zu Beginn der Meiji-Zeit (1868–1912) in größerem Umfang ausgeübt. Die frühen japanischen Cloisonné-Arbeiten der 1830er Jahre und zum Teil bis in den Anfang der 1870er verweisen noch stark auf chinesische Vorbilder und werden wegen ihrer relativ breiten Stege und stumpfen Farben auch  als doro shippō (泥七宝, dt. „Schlamm-Cloisonné“) bezeichnet. Innerhalb weniger Jahrzehnte entwickelte  sich das japanische Cloisonné jedoch zu einer Kunsthandwerksform von höchster handwerklicher und künstlerischer Perfektion.
Das Erblühen dieser speziellen Handwerkskunst in Japan ist auf die erzwungene Öffnung des Landes, den in Europa und den USA entstehenden Japonismus und die mit der Modernisierung und Industrialisierung für Japan entstehenden Kosten zurückzuführen. Unter der Meiji-Regierung wurde systematisch nach herausragenden und rentablen Produkten gesucht, mit deren Verkauf die japanische Regierung die Finanzierung der Erneuerungen des Landes sicherstellen konnte. Beteiligt an dieser Auswahl war unter anderem der deutsche Chemiker Gottfried Wagener, der sowohl ein Pionier der Entwicklung eines japanischen Ingenieurstudiengangs war als auch wichtige Impulse für die Weiterentwicklung der Cloisonné-Techniken in Japan lieferte.
Neben Porzellan, Bronze- und Silberarbeiten sowie der traditionellen Textilproduktion wurde die Produktion von Cloisonné-Arbeiten in der Meiji-Zeit ein Wirtschaftsfaktor Japans und  insbesondere als Exportware konnten durch sie nennenswerte Einkünfte erzielt werden.
Ausgebildete Metallhandwerker, die nun nicht mehr die Ausrüstungen für die überflüssig gewordenen Samurai anfertigen konnten und deren Überleben durch die rasch anwachsende Industrieproduktion gefährdet war, fanden ein neues Betätigungsfeld. Um auf dem Exportmarkt Erfolg zu haben, orientieren sich die japanischen Kunsthandwerker bei der Gestaltung der Arbeiten sowohl an  traditionellen japanisch/chinesischen Formen und Dekoren als auch am europäischen Geschmack.
Einzelne Stücke der zeitgenössischen Cloisonné-Produktion wurden bereits auf der Pariser Weltausstellung im Jahr 1867 mit Erfolg präsentiert. Zum Beispiel erwarb das Londoner Victoria and Albert Museum bei dieser Gelegenheit einen wohl aus Nagoya stammenden und in Cloisonné-Technik gearbeiteten Konfektkasten für 50 britische Pfund (nach heutigem Wert ca. 57.000 Euro; Stand 2019) und auf der Wiener Weltausstellung 1873 ging der erste Preis an die erst 1871 gegründete „Nagoya Cloisonné Company“. Weitere Preise, insbesondere für Arbeiten des Künstlers Namikawa Yasuyuki (1845–1927),  folgten auf den Ausstellungen 1876, 1878, 1900 und 1904.
Als Pionier des modernen japanischen Cloisonnés gilt ein verarmter Samurai namens Kaji Tsunekichi (1803–1883) aus Nagoya, der 1838 eine chinesische Cloisonné-Arbeit erworben hatte und nach deren Studium selbst zumeist kleinformatige Arbeiten in dieser Technik anfertigte. In Tsunekichis Folgezeit entstand rund um Nagoya neben Kyōto und Tokyō das bedeutendste der drei Zentren der japanischen Cloisonné-Produktion und nordwestlich von Nagoya entstand in Toshima die Shippo-chō, die „Cloisonné-Stadt“, in der zeitweise bis zu 70 %  des japanischen Cloisonnés gefertigt wurde.
Ein Schüler Tsunekichis, Tsukamoto Kaisuke (1828–1887), ging 1875 nach Tokyō, um in einer eigenen Werkstatt für das deutsche Handelshaus H. Ahrens & Co zu arbeiten. Er traf dort auf Gottfried Wagener, der sein Geschäftspartner wurde. Wagener oblag die technische Leitung des Unternehmens. Gemeinsam gelang es ihnen, Farbintensität und Glanz des verwendeten Emails zu steigern sowie dank Wageners Entwicklungen großflächige malerische Effekte unter Verzicht auf sichtbare Metallstege zu erzielen. Es wird angenommen, dass Kaisuke die Technik des Aufbringens von Cloisonné auf Porzellan entwickelte. Dies war jedoch eine relativ kurzlebige Neuerung und wurde nie sehr populär, wahrscheinlich, weil die in dieser Technik hergestellten Objekte dazu neigten, stumpf auszusehen und Risse zu bekommen. 1878 kehrte er zur Nagoya Cloisonné Company zurück und Wagener ging nach Nagoya, wo er mit Namikawa Yasuyuki zusammentraf. Namikawa war ebenfalls ein mittelloser Samurai, der von 1871 bis 1874 zunächst für die Nagoya Cloisonné Company gearbeitet hatte, bevor er seine eigene Werkstatt eröffnete. Mit Hilfe Wageners gelang die Herstellung eines halbtransparenten schwarzen Emails, das neben der ausnehmend feinen Lineatur und der Versilberung bzw. Vergoldung über den Kupferstegen zum Markenzeichen seiner Kunst wurde.
Die Familie Andō gründete 1880 in Nagoya eine bis heute bestehende Cloisonné-Werkstatt, von der angenommen wird, dass sie einen wesentlichen Anteil an der Entwicklung der Plique-à-jour-Technik zu Beginn des 20. Jahrhunderts hatte. Bei dieser Technik werden Stege und farbiges Email auf einen dünnen Metallgrund aufgetragen und dieser anschließend durch Ätzen wieder entfernt. Auch die Entwicklung des partiellen Plique-à-jour, bei dem der Metallgrund nur teilweise entfernt wird, wurde  maßgeblich von der Andō-Werkstatt geprägt.
Der Beginn des 20. Jahrhunderts war gekennzeichnet durch zunehmend billig und niveaulos ausgeführte Massenproduktion von Cloisonné-Waren, mit denen die westlichen Märkte überflutet wurden. Sättigung des Marktes und Ende der Japanbegeisterung in Europa und den USA führten zum Niedergang des größten Teils der japanischen Cloisonné-Herstellung. Daneben behauptete sich jedoch, gefördert durch die Patronage des japanischen Kaiserhauses, ein Cloisonné-Markt bis in die heutige Zeit. Die Verkaufsräume des Hauses Andō sind seit 1907 in der Ginza Tokios bis heute in Betrieb. Die Periode von ca. 1880 bis 1920 wird aber zurecht das „Goldene Zeitalter“ der japanischen Cloisonné-Kunst genannt und bleibt technisch wie künstlerisch bis heute unübertroffen.
Weitere bedeutende Künstler des japanischen Cloisonné waren unter anderem:
- Andō Jūbei (1876–1953)
- Gonda Hirosuke I. (1865–1937)
- Gonda Hirosuke II. (1893–1939)
- Hayashi Kodenji I. (1831–1915)
- Hayashi Suguemon, Kodenji II. (1859–1922)
- Hayashi Tomijiroō, Kodenji III. (1879–1944)
- Hayashi Kurakichi, Kodenji IV. (1903–1982)
- Kawade Shibatarō (1856–1921)
- Namikawa Sōsuke (1847–1910)
- Ōta Kichisaburō (tätig ca. 1860–1910)
- Hattori Tadasaburō (?–1939)

## Beispiele der zeitgenössischen Anwendung
Auch heutzutage werden diverse Schmuckobjekte in der Technik des Zellenschmelzes hergestellt. Einige ausgewählte Beispiele sind hier aufgelistet, es handelt sich dabei um eine unvollständige Liste.
Ein Beispiel zeitgenössischer Anwendung der Technik ist das Zifferblatt der Uhr „The Dragon“ aus der Serie „Cloisonné“ der Marke Vulcain (Le Locle, Schweiz). Der Blog „Uhrsachen“ schreibt dazu: „Die teilweise willkürliche Natur des Verfahrens hat zur Folge, dass jedes Mal ein in den Reflexen und dem Farbenspiel einzigartiges Stück entsteht.“
Spezialisiert auf die kunsthandwerkliche Verwendung von Email für Zifferblätter ist das Unternehmen Donzé Cadrans SA (Le Locle, Schweiz). Sie arbeiten mit Email in verschiedenen Techniken, darunter auch im Zellenschmelzverfahren (Cloisonné).
Eine weitere Anwendung der Zellenschmelz-Technik ist beim amerikanischen Motorradhersteller Harley-Davidson zu finden. 1998 lanciert das Unternehmen anlässlich seines 95-jährigen Bestehens eine Motorradserie mit einem Emblem aus Email Cloisonné. Auch eine Tankverschlusskappe, welche für das Modell Dyna Low Rider im Jahr 2003 produziert worden ist, wurde in dieser Technik hergestellt.
Auch im Bereich der Kunst gibt es diverse Beispiele für die zeitgenössische Anwendung vom Email Cloisonné. Der in Deutschland lebende Künstler Kai Hackemann zeigt auf seiner Webseite Arbeiten dieser Technik aus dem Jahr 2013.

### Schmuckdesign und Perlen
Auf verschiedenen Online-Verkaufsplattformen sind viele Angebote für Objekte in der Technik des Email Cloisonné zu finden. Die Ästhetik des Email Cloisonné, gekennzeichnet durch die metallenen Stege, wird auch als Design in günstiger Schmuckherstellung nachgeahmt. So findet man unzählige kleine Perlen, Schmuckschatullen und Objekte, die zwar eine gewisse Ähnlichkeit mit der Technik des Email Cloisonné aufweisen, in der Machart und in der Liebe zum Detail jedoch nicht vergleichbar sind.

### Vasen
Mithilfe der alten Technik des Email Cloisonné sind in den letzten Jahrzehnten immer wieder neue Arbeiten hergestellt worden, die sich technisch sowie auch optisch mit der alten Technik vergleichen lassen. Zu einer Neuinterpretation kam es bei diesem Beispiel aus Peking jedoch nicht. Die Vase wurde 1984 in Bejing Shi angefertigt und mit floralen Mustern versehen, welche sich wie ein Netz aus Blütenköpfen über die ganze indigoblaue Vase ziehen.

### Herstellungsprozess heute
Bei der Herstellung unterscheidet man zwischen drei verschiedenen Stilarten:
- Bei der konkaven Herstellungsmethode werden die Zellen nicht ganz gefüllt
- Bei der konvexen Herstellungsmethode werden die Zellen überfüllt.
- Bei der flachen Herstellungsmethode werden die Zellen genau bis zum Rand der Zelle aufgefüllt.

Der Herstellungsprozess von Cloisonné lässt sich in vier Arbeitsschritte unterteilen: Zuerst wird Edelmetall in Form von flachgewältzten Kupferdrähten in Form gebogen, hochkant aufgelegt und verlötet. Dabei wird ein vorher gezeichnetes dekoratives Muster nachgebaut. Dieser Schritt kann mit dem Skizzieren beim Malen verglichen werden. Die Kupferscheiben haben eine Breite von zwei bis drei Millimetern und werden mit Pinzette und kleiner Kneifzange in die verschiedenen Formen gebogen. Danach werden diese Kupferteilchen auf dem Rohling befestigt. Im zweiten Schritt werden die Farben mit einem Röhrchen auf den zuvor hergestellten Grundkörper aufgetragen. Die verschiedenen Blautöne werden aus natürlichem Erzpulver hergestellt, das mit Wasser vermischt wird. Das nun mit Farbe angereicherte Kupfergestell wird dann in einem Brennofen auf 800 °C erhitzt. Das Erzpulver schmilzt und wird nach dem Brennvorgang hart, wobei leuchtende Farben entstehen. Schließlich wird das erhärtete Email im vierten Schritt vorsichtig geschliffen und poliert. Um eine Oxidation des fertigen Produkts zu vermeiden, muss es zudem noch vergoldet werden.
Bis heute lassen sich Cloisonné-Produkte nur von Hand herstellen. Eine maschinelle Fertigung ist bisher nicht möglich, da der Herstellungsprozess zu filigran ist.
Die Kunst des Emaille cloisonné wird heute kaum mehr ausgeübt. In China wurde die Kunst (Jingtailan) deswegen von der Regierung im Jahr 2006 zum immateriellen nationalen Kulturerbe ernannt.